# تاتول قازاریان
تاتول لاورنتی قازاریان (ارمنی: Թաթուլ Լավրենտի Ղազարյան؛ زادهٔ ۱۹۷۸ - درگذشته ۱۹ اکتبر ۲۰۲۰) فرد نظامی اهل ارمنستان است .

## زندگی‌نامه
در ۱۹۷۸ در سوکار به دنیا آمد و از دانشکده افسری فرونزه، انستیتو آموزشی ملکونیان و دانشکده افسری وازگن سارگسیان فارغ‌التحصیل شد. وی همچنین برنده قهرمان ملی ارمنستان و نشان صلیب رزمی درجه یک شده‌است. وی در ۱۹ اکتبر ۲۰۲۰ در سن ۴۲ سالگی در جمهوری آرتساخ در جریان جنگ ۴۴ روزه کشته شد.